# Sedum hakonense
Sedum hakonense är en fetbladsväxtart som beskrevs av Tomitaro Makino. Sedum hakonense ingår i Fetknoppssläktet som ingår i familjen fetbladsväxter. Inga underarter finns listade i Catalogue of Life.